# Tabea Schendekehl
Tabea Schendekehl (Lünen, 29 de novembro de 1998) é uma remadora alemã.

## Carreira
No Campeonato Alemão Júnior de 2016 em Hamburgo, Schendekehl conquistou a prata nos oito e o bronze no quatro sem. O sucesso levou-a a ser convidada pelo selecionador nacional para formar a seleção nacional de juniores. No Campeonato Europeu de Remo de 2020 , que aconteceu de 9 a 11 de outubro de 2020 em Poznan, na Polônia, Schendekehl foi a timoneira do oito com alemão.
Nos Jogos Olímpicos de Verão de 2024, em Paris, conquistou a medalha de bronze na competição de skiff quádruplo feminino, ao lado de Maren Völz, Leonie Menzel e Pia Greiten com o tempo de 6:19.70.